# Windows Embedded Compact 7
Windows Embedded Compact 7 (trước đây gọi là Windows Embedded CE 7.0) là phiên bản thứ bảy của hệ điều hành Windows Embedded CE. Windows Embedded Compact 7 là một hệ điều hành thời gian thực, tách biệt với dòng Windows NT, và được thiết kế để nhắm vào mục tiêu công cụ doanh nghiệp cụ thể như bộ điều khiển công nghiệp và các thiết bị điện tử tiêu dùng như máy ảnh kỹ thuật số, hệ thống GPS và hệ thống thông tin giải trí cũng ô tô. Windows Embedded Compact được thiết kế để chạy trên nhiều kiến trúc CPU và hỗ trợ x86, SH (chỉ có trên ô tô), và ARM. Trong quá trình phát triển, một nhân viên của Microsoft đang làm việc trong bộ phận này cho rằng Microsoft đã làm việc nỗ lực trên phiên bản này và nó chia sẻ hạt nhân cơ bản với Windows Phone. Microsoft chính thức xác nhận điều này và nói rằng Windows Phone 7 dựa trên Windows Embedded CE 6.0 R3 với một số tính năng vay mượn từ Windows Embedded Compact 7, do đó làm cho nó một giải pháp lai. Windows Embedded Compact 7 được phát hành vào ngày 01 tháng 3 năm 2011.

## Các tính năng mới
Windows Embedded Compact 7 bao gồm các tính năng mới sau:
- Silverlight cho Windows Embedded: Cho phép các nhà phát triển để phát triển ứng dụng và người sử dụng giao diện trong Silverlight sử dụng Microsoft Expression Blend.
- Internet Explorer cho Windows Embedded: Một trình duyệt web tương tự như của Windows Phone 7 với sự tích hợp Adobe Flash 10.1.
- Hỗ trợ cảm ứng: Windows Embedded Compact 7 nhận cảm ứng và các đầu vào cử chỉ.
- Hỗ trợ CPU: Hoạt động trên CPU lõi kép trong chế độ đa đối xứng.
- Nền tảng hỗ trợ: x86, SH4 (chỉ trên ô tô),[cần dẫn nguồn] MIPS và ARMv7.
- Phát lại phương tiện truyền thông: Hỗ trợ Digital Living Network Alliance (DLNA) và Transfer Protocol Media (MTP).
- Mạng lưới: Nay bao gồm NDIS 6.1 và hỗ trợ kết nối Bluetooth 2.1 EDR